# Сивриада
Сивриада (тур. Sivriada, др.-греч. Ὀξεία), также известная как Хайырсызада (тур. Hayırsızada) — один из Принцевых островов в Мраморном море, расположенных вблизи города Стамбул (Турция).
Остров, площадь которого составляет 0,05 км², официально является частью стамбульского района Адалар.
Сивриада часто служила византийским священнослужителям как отдалённое место для спокойного богослужения, а византийские императоры использовали её в качестве места для ссылки выдающихся людей, которые создавали проблемы для них. Первым таким известным узником, содержавшимся на острове по приказу императора Никифора I, был Платон Студит, дядя известного священнослужителя Феодора Студита, отправленный туда за поддержку своего племянника в его конфликте с императором. Другими известными людьми, которые находились в заключении на острове по религиозным и политическим причинам, были Гебон, Василий Склир, Никифорица (фактический правитель Византии при императоре Михаиле VII Дуке), патриархи Константинопольские Иоанн и Михаил II. Могилы византийских времён до сих пор можно обнаружить на Сивриаде.
Следы римского поселения и византийского монастыря IX века и ныне можно увидеть на берегу, недалеко от рыбацкого прибежища, небольшой пристани, которой часто пользуются яхты. Самые важные исторические памятники на острове были построены в IX веке. К ним относятся церковь, часовня, посвященная мученикам за веру, монастырь на восточной оконечности острова (его стены видны и поныне) и частично сохранившаяся цистерна в центре Сивриады.
В 1911 году губернатор Стамбула приказал собрать бродячих собак на улицах Стамбула и отправить их на Сивриаду. Во время реализации этого распоряжения погибло около 80 000 собак, в основном из-за голода и жажды, настигших их на бесплодной земле острова, а некоторые из них утонули, пытаясь спастись от ужасных условий на острове. Сильное землетрясение, которое сразу же последовало за этим событием, было воспринято местными жителями как «божье наказание за то, что они бросили собак».